# Eddie Cliff
Eddie Cliff (Liverpool, 30 settembre 1951) è un ex calciatore inglese, di ruolo difensore.

## Carriera
Cliff inizia la carriera nel Burnley, con cui retrocede nella seconda serie inglese al termine della First Division 1970-1971. Due stagioni dopo vincerà con i Clarets la Second Division 1972-1973, ottenendo la promozione in massima serie. 
Nella stagione seguente passa al Notts County, ottenendo il decimo posto della Second Division 1973-1974.
Dopo un passaggio in prestito al Lincoln City, si trasferisce in America per giocare con la neonata franchigia dei Chicago Sting. Dopo una prima stagione in cui gioca un solo incontro, nella North American Soccer League 1976 raggiunge con la sua squadra i quarti di finale del torneo.
Tornato in patria giocò con il Tranmere, con cui debuttò il 27 gennaio 1978 contro il Colchester Utd nella Third Division 1977-1978. Retrocesse con i suoi in quarta serie al termine della Third Division 1978-1979.
Chiuse la carriera nel Rochdale in Fourth Division.

## Palmarès
- Campionato inglese di seconda divisione: 1

Burnley: 1972-1973